# Culicoides queenslandae
Culicoides queenslandae är en tvåvingeart som beskrevs av Dyce och Wirth 1997. Culicoides queenslandae ingår i släktet Culicoides och familjen svidknott. Inga underarter finns listade i Catalogue of Life.